# Trận Grand Couronné
Trận Grand Couronné là một trận đánh trên Mặt trận phía Tây trong cuộc Chiến tranh thế giới thứ nhất, diễn ra từ ngày 4 cho đến ngày 11 tháng 9 năm 1914 tại khu vực Meuse-Meurthe ở Lorraine. Trong trận chiến này, tập đoàn quân số 2 của Pháp do tướng Noel de Castelnau chỉ huy đã bẻ gãy cuộc phản công từ Lorraine của tập đoàn quân số 6 do thái tử Rupprecht xứ Bayern chỉ huy chỉ huy, gây cho quân đội Đức thiệt hại nặng nề. Chiến thắng Grand Couronné đã góp phần dẫn đến thắng lợi của quân Pháp trong trận sông Marne lần thứ nhất, bảo vệ Paris trong tay người Pháp. Ngoài ra, khả năng chỉ huy của Castelnau trong trận Grand Couronné đã làm dấy lên danh tiếng của ông trên khắp nước Pháp.
Đầu cuộc chiến, quân đội Pháp đã tiến công Lorraine – lãnh thổ bị cắt cho Đức sau chiến tranh Pháp-Phổ – nhưng thất bại trong trận Lorraine. Tập đoàn quân số 2 của Pháp do tướng Castelnau chỉ huy và tập đoàn quân số 1 của tướng Auguste Dubail tham gia cuộc tấn công này đã bị buộc phải triệt thoái về Nancy và sông Meurthe. Mấu chốt của chiến tuyến mới của Pháp được đặt tại Grande Couronné, một cái đồi nhìn xuống Nancy về hướng đông. Đây sẽ là sườn trái của chiến tuyến mới của Pháp. Castelnau ban đầu định triệt thoái thêm về phía Tây, vì đau buồn trước thất bại của chiến dịch tấn công Lorraine và cái chết của con ông trong trận Morhange. Ông đã được sự kiên quyết của tướng Ferdinand Foch và một cuộc rút lui tốt đẹp thuyết phục nắm giữ lãnh thổ tại Nancy. Vào ngày 24 tháng 8 năm 1914, tập đoàn quân số 6 của Đức đã phát động tấn công quân Pháp nhưng thất bại (xem trận khe hở Charmes).
Sau đó, Rupprecht bắt đầu hàng loạt cuộc tiến công vào các vị trí của quân Pháp tại Grand Couronné. Tập đoàn quân số 6 của ông đã quyết tâm đánh chiếm Nancy – một phần thưởng xứng đáng để Đức hoàng (Kaiser) Wilhelm II tiến vào trong một buổi lễ long trọng. Cuộc tấn công lớn nhất đã diễn ra vào ngày 4 tháng 9, theo sau một cuộc pháo kích lớn nhất khi đó và được Đức hoàng – người đã tới đây trong đoàn tàu hoàng gia của ông để giám sát cuộc tiến công của quân đội Đức – theo dõi. Quân Pháp đã bẻ gãy đợt tấn công này. Thắng lợi của quân Pháp trong trận Grand Couronné đã thể hiện hiệu quả của pháo 75mm của Pháp. Mặc dù Nancy và các ngôi làng đã bị lực lượng pháo binh Đức phá hủy và quân Pháp bị đánh thiệt hại nặng, các cuộc tấn công của quân Đức vào Nancy đã nghỉm xuống trong ngày 11 tháng 9. Cuối tháng đó, cả Castelnau đều Rupprecht tiến về phía tây trong cuộc "Chạy đua ra biển", trong khi quân Pháp đã giữ được Nancy trong suốt cuộc chiến tranh.